# MH에탄올
MH에탄올(MH Ethanol Co. Ltd.)은 대한민국의 주정 기업이다. 본사는 경남 창원시 마산회원구 내서읍 광려천남로 25에 위치해 있으며 대표이사는 최동호이다

## 같이 보기
- 한국알콜
- 진로발효
- 풍국주정
- 창해에탄올

## 참고문헌
1. ↑  최동호 MH에탄올 대표이사 부회장, 비즈니스 포스트, 2023-11-24